# Eugène Terre'Blanche
 Der er for få eller ingen kildehenvisninger i denne artikel, hvilket er et problem. Du kan hjælpe ved at angive troværdige kilder til de påstande, som fremføres i artiklen.

Eugène Ney Terre'Blanche (født 31. januar 1941, død 3. april 2010) var en sydafrikansk boer-afrikaner og medgrundlægger af Afrikaner Weerstandsbeweging (AWB). I løbet af 1980'erne og begyndelsen af 1990'erne blev han kendt for at true med borgerkrig for at opretholde et hvidt styre i Sydafrika.
Efter landets overgang til et ikke-racebestemt demokrati reviderede han sin holdning og opfordrede sine tilhængere til at presse på for uafhængighed i en separat afrikaner-Volkstaat. Eugène Terre'Blanche forsatte med at lede Afrikaner Weerstandsbeweging indtil sin død. Han tilbragte tre år i fængsel for vold mod en sort medarbejder på en benzinstation og mordforsøg på en sort sikkerhedsvagt i 1996.
Den 3. april 2010 blev Terre'Blanche slået ihjel på sin gård, angiveligt af to af hans sorte arbejdere.